# Nederlands landskampioenschap voetbal 1907/08
Het Nederlands landskampioenschap voetbal van het seizoen 1907/08 werd beslist middels drie kampioenswedstrijden tussen de kampioen van de westelijke afdeling Quick en de Oostelijke de Koninklijke UD.
De Haagse club won na twee gelijke spelen de derde wedstrijd van de Deventerse club met 1-4 en werd de kampioen van Nederland.
| Wedstrijd  | Uitslagen           |
| ---------- | ------------------- |
| UD - Quick | 1 - 1, 3 - 3, 1 - 4 |

## Eindstanden

### Oost
| Positie | Club       | WG | W | G | V | P  | DS    |
| ------- | ---------- | -- | - | - | - | -- | ----- |
| 1.      | UD         | 12 | 9 | 2 | 1 | 20 | 44-15 |
| 2.      | PW         | 12 | 6 | 3 | 3 | 15 | 39-24 |
| 3.      | GVC        | 12 | 7 | 1 | 4 | 15 | 32-24 |
| 4.      | AFC Quick  | 12 | 5 | 0 | 7 | 10 | 21-33 |
| 5.      | Vitesse    | 12 | 5 | 0 | 7 | 10 | 20-27 |
| 6.      | Wilhelmina | 12 | 4 | 1 | 7 | 9  | 27-38 |
| 7.      | Quick      | 12 | 2 | 1 | 9 | 5  | 11-33 |

### West
| Positie | Club          | WG | W  | G | V  | P  | DS    |
| ------- | ------------- | -- | -- | - | -- | -- | ----- |
| 1.      | Quick         | 18 | 14 | 1 | 3  | 29 | 58-28 |
| 2.      | HVV           | 18 | 11 | 2 | 4  | 24 | 43-30 |
| 3.      | Sparta        | 18 | 8  | 4 | 6  | 20 | 49-41 |
| 4.      | Haarlem       | 18 | 9  | 1 | 8  | 19 | 44-42 |
| 5.      | DFC           | 18 | 8  | 3 | 7  | 19 | 38-42 |
| 6.      | HBS           | 18 | 7  | 3 | 8  | 17 | 32-33 |
| 7.      | Ajax (Leiden) | 18 | 6  | 4 | 8  | 16 | 42-46 |
| 8.      | Velocitas     | 18 | 6  | 2 | 10 | 14 | 45-52 |
| 9.      | HFC           | 18 | 5  | 3 | 10 | 13 | 40-59 |
| 10.     | Hercules      | 18 | 2  | 5 | 11 | 9  | 27-45 |

Nederlands landskampioenschap

1888/89 · 
1889/90 ·
1890/91 ·
1891/92 ·
1892/93 ·
1893/94 ·
1894/95 ·
1895/96 ·
1896/97 ·
1897/98 ·
1898/99 ·
1899/00 ·
1900/01 ·
1901/02 ·
1902/03 ·
1903/04 ·
1904/05 ·
1905/06 ·
1906/07 ·
1907/08 ·
1908/09 ·
1909/10 ·
1910/11 ·
1911/12 ·
1912/13 ·
1913/14 ·
1914/15 ·
1915/16 ·
1916/17 ·
1917/18 ·
1918/19 ·
1919/20 ·
1920/21 ·
1921/22 ·
1922/23 ·
1923/24 ·
1924/25 ·
1925/26 ·
1926/27 ·
1927/28 ·
1928/29 ·
1929/30 ·
1930/31 ·
1931/32 ·
1932/33 ·
1933/34 ·
1934/35 ·
1935/36 ·
1936/37 ·
1937/38 ·
1938/39 ·
1939/40 ·
1940/41 ·
1941/42 ·
1942/43 ·
1943/44 ·
1944/45 ·
1945/46 ·
1946/47 ·
1947/48 ·
1948/49 ·
1949/50 ·
1950/51 ·
1951/52 ·
1952/53 ·
1953/54
Betaald voetbal

Eerste klasse 1954/55 ·
Hoofdklasse 1955/56
Eredivisie

1956/57 · 1957/58 · 1958/59 · 1959/60 · 1960/61 · 1961/62 · 1962/63 · 1963/64 · 1964/65 · 1965/66 · 1966/67 · 1967/68 · 1968/69 · 1969/70 · 1970/71 · 1971/72 · 1972/73 · 1973/74 · 1974/75 · 1975/76 · 1976/77 · 1977/78 · 1978/79 · 1979/80 · 1980/81 · 1981/82 · 1982/83 · 1983/84 · 1984/85 · 1985/86 · 1986/87 · 1987/88 · 1988/89 · 1989/90 · 1990/91 · 1991/92 · 1992/93 · 1993/94 · 1994/95 · 1995/96 · 1996/97 · 1997/98 · 1998/99 · 1999/00 · 2000/01 · 2001/02 · 2002/03 · 2003/04 · 2004/05 · 2005/06 · 2006/07 · 2007/08 · 2008/09 · 2009/10 · 2010/11 · 2011/12 · 2012/13 · 2013/14 · 2014/15 · 2015/16 · 2016/17 · 2017/18 · 2018/19 · 2019/20 · 2020/21 · 2021/22 · 2022/23 · 2023/24 · 2024/25